# Lotus assakensis
Lotus assakensis là một loài thực vật có hoa trong họ Đậu. Loài này được Brand miêu tả khoa học đầu tiên.